# Pave Symmachus
Symmachus (græsk for "forbundsfælle") var født på Sardinien og døde 19. juli 514 i Rom. Han var biskop af Rom, dvs. pave.

## Baggrund
Symmachus blev døbt i Rom og var først ærkediakon under pave Anastasius 2. Den 22. november 498 blev Symmachus valgt til biskop af Rom ved et kirkemøde i Laterankirken. Men senere samme dag mødtes et mindretal af den romerske gejstlighed i Santa Maria Maggiore. De støttede sig til det byzantinske rige og valgte Laurentius til modpave. Sandsynligvis var han ærkepresbyter ved Santa Prassede-kirken lige ved Santa Maria Maggiore. Den endelige afgørelse afhang dog af den østgotiske konge Teoderik den Store, der på baggrund af flertallets valg støttede Symmachus.

## Anklaget og gransket
I 501 blev Symmachus af senatoren Rufius Postumius Festus, der støttede Laurentius, anklaget for at have fejret påske efter den gamle romerske kalender den 25. marts, og ikke den 22. april efter den alexandrinske. Kong Teoderik indkaldte da Symmachus til Ravenna for at forklare sig. I Rimini opdagede paven, hvad han var beskyldt for. Da han ikke anerkendte kongen som domsmyndighed, rejste han tilbage til Rom. Her anklagede modstanderne ham for utugt og misbrug af kirkens ejendomme. De havde beslaglagt Lateranpaladset, så paven blev tvunget til at bo ved Peterskirken, der lå udenfor bymuren. Symmachus' tilhængere forfattede fire apokryfiske skrifter, kendt som "de symmakiske forfalskninger" til støtte for hans påstand om, at han ikke kunne dømmes af nogen ret bestående af andre biskopper. Dette blev starten på fire år med kaos og gadekampe mellem Symmachus' og Laurentius' tilhængere.
Teoderik sendte biskop Peter fra Altinum for at administrere Romerkirken i Symmachus' sted. Biskop Peter ankom Rom, men tog parti for Laurentius, så Teoderik så sig nødt til at afsætte ham. I foråret 502 samlede biskopperne sig til kirkemøde i kirken Santa Maria in Trastevere på Tiberens vestbred. Symmachus sagde sig villig til at lytte til biskopperne, straks han var genindsat som pave. Det sagde Teoderik nej til; han ville først have anklagerne mod Symmachus gransket. Et nyt kirkemøde blev berammet, og i september 502 samlede biskopperne sig så i kirken Santa Croce in Gerusalemme, hvor mindretallet læste anklagerne mod paven højt. Symmachus havde ønsket at gå fra Peterskirken til Santa Croce-kirken for at forsvare sig; men undervejs blev han angrebet af sine modstandere og mishandlet, så han med nød og næppe slap fra det. Flere præster i hans følge var blevet dræbt eller alvorligt såret. Goterne, Teoderik havde sendt, lovede at skaffe ham en pålidelig eskorte; men nu ville paven slet ikke af sted, skønt kirkemødet inviterede ham tre gange. Biskopperne anmodede kongen om at måtte vende hjem, og anførte, at der ikke fandtes præcedens for, at en pave kunne dømmes af andre biskopper.
Et kirkemøde 23. oktober 502 fastslog, at en afgørelse måtte overlades til Gud; paven selv var at anse som uskyldig og kunne genoptage sine forpligtelser. Dette blev underskrevet af 75 biskopper, hvoraf mange derefter rejste hjem. Teoderik var imidlertid ikke tilfreds med denne undfaldenhed, og Symmachus' modstandere tilkaldte Laurentius fra Lateranpaladset, hvor han havde opholdt sig, mens Symmachus holdt sig på den modsatte kant af Rom, ved Peterskirken. Til sidst tog patriarken Dioskoros af Alexandria affære og fik overtalt kong Teoderik til at tage parti for Symmachus.
Dermed trak Laurentius sig tilbage under beskyttelse af patricieren Festus.

## Senere år
Symmachus fik rejst en basilika til minde om Martin af Tours, muligvis på det sted, hvor den nuværende kirke San Martino ai Monti står.
Han fik støtte fra sin slægtning, konsulen Quintus Aurelius Memmius Symmachus, der blev henrettet i 526 på grundlag af en anklage om forræderi mod kong Teoderik. Hans datter Rusticiana var gift med Boethius, der var blevet henrettet i 524.
Efter sin død blev Symmachus helgenkåret, og festdagen lagt til hans dødsdag den 19. juli.

## Eksterne kilder
- Wikimedia Commons har flere filer relateret til Pope Symmachus